# بقري عملاق
البَقـّـرِيّ العِمْلَاقْ (باللاتينية: Pecari maximus) هو النوع الثالث من الأنواع البَقّريِّة.
أُكتشف في البرازيل عام 2000 من قبل عالم الطبيعة الهولندي مارك فان روسمالين.

## طالع
- جنس البقري
- البقري ذو الياقة